# Verein für Bewegungsspiele Stuttgart 1893 1971-1972
Questa voce raccoglie le informazioni riguardanti il Verein für Bewegungsspiele Stuttgart 1893 nelle competizioni ufficiali della stagione 1971-1972.

## Stagione
Nella stagione 1971-1972 lo Stoccarda, allenato da Branko Zebec e Karl Bögelein, concluse il campionato di Bundesliga al 8º posto. In Coppa di Germania lo Stoccarda fu eliminato agli ottavi di finale dal Kaiserslautern.

## Rosa
| N. |                     | Ruolo | Calciatore      |
| -- | ------------------- | ----- | --------------- |
|    | Germania (bandiera) | P     | Gerhard Heinze  |
|    | Germania (bandiera) | P     | Bodo Jopp       |
|    | Croazia (bandiera)  | P     | Zlatko Škorić   |
|    | Germania (bandiera) | D     | Egon Coordes    |
|    | Germania (bandiera) | D     | Günther Eisele  |
|    | Germania (bandiera) | D     | Willi Entenmann |
|    | Germania (bandiera) | D     | Gerd Komorowski |
|    | Germania (bandiera) | D     | Gerd Regitz     |
|    | Germania (bandiera) | D     | Reinhold Zech   |

| N. |                     | Ruolo | Calciatore           |
| -- | ------------------- | ----- | -------------------- |
|    | Austria (bandiera)  | C     | Buffy Ettmayer       |
|    | Germania (bandiera) | C     | Herbert Höbusch      |
|    | Germania (bandiera) | C     | Horst Köppel         |
|    | Germania (bandiera) | C     | Roland Mall          |
|    | Germania (bandiera) | A     | Karl Berger          |
|    | Germania (bandiera) | A     | Wolfgang Frank       |
|    | Germania (bandiera) | A     | Karl-Heinz Handschuh |
|    | Germania (bandiera) | A     | Horst Haug           |
|    | Germania (bandiera) | A     | Manfred Weidmann     |

## Organigramma societario
Area tecnica
- Allenatore: Karl Bögelein
- Allenatore in seconda:
- Preparatore dei portieri:
- Preparatori atletici:

## Calciomercato

### Sessione estiva
| Acquisti | Acquisti        | Acquisti            | Acquisti |
| R.       | Nome            | da                  | Modalità |
| -------- | --------------- | ------------------- | -------- |
| D        | Egon Coordes    | Werder Brema        |          |
| C        | Buffy Ettmayer  | Wacker Innsbruck    |          |
| D        | Gerd Komorowski | Stoccarda II        |          |
| C        | Horst Köppel    | Borussia M'gladbach |          |
| P        | Zlatko Škorić   | Olimpia Lubiana     |          |

| Cessioni | Cessioni             | Cessioni              | Cessioni |
| R.       | Nome                 | a                     | Modalità |
| -------- | -------------------- | --------------------- | -------- |
| A        | Werner Haaga         | Heilbronn             |          |
| P        | Hans Hauser          | Tasmania Berlino      |          |
| C        | Jan Olsson           | GAIS                  |          |
| A        | Roland Weidle        | Eintracht Francoforte |          |
| C        | Hans-Jürgen Wittfoht | Lubecca               |          |

## Risultati

### Bundesliga

#### Girone di andata
| Arbitro: | Schröck |

|                                 |           |  |
| Ettmayer 21’, 36’ Entenmann 48’ | Marcatori |  |

| Arbitro: | Fork |

|                   |           |              |
| Lorenz 83’ (rig.) | Marcatori | 75’ Ettmayer |

| Arbitro: | Linn |

|            |           |              |
| Berger 62’ | Marcatori | 40’ Tenhagen |

| Mönchengladbach 1º settembre 1971, ore 20:00 CET 4ª giornata | Borussia M'gladbach | 0 – 0 referto | Stoccarda | Bökelbergstadion (22 000 spett.)\| Arbitro: \| Horstmann \| |
| Arbitro:                                                     | Horstmann           |               |           |                                                             |

| Arbitro: | Hillebrand |

|                                       |           |          |
| Köppel 12’ Handschuh 70’ Weidmann 83’ | Marcatori | 2’ Hošić |

| Arbitro: | Meuser |

|                |           |  |
| Jendrossek 34’ | Marcatori |  |

| Arbitro: | Redelfs |

|                                 |           |                       |
| Haug 1’ Entenmann 27’ Frank 40’ | Marcatori | 34’ Balte 69’ Walitza |

| Arbitro: | Weyland |

|                      |           |                              |
| Weber 55’ Laumen 78’ | Marcatori | 8’, 60’ Köppel 29’ Handschuh |

| Arbitro: | Hennig |

|                       |           |                         |
| Sühnholz 54’ Roth 65’ | Marcatori | 35’ Handschuh 51’ Frank |

| Arbitro: | Fuchs |

|                              |           |                  |
| Frank 25’ Handschuh 69’, 79’ | Marcatori | 47’, 63’ Reimann |

| Arbitro: | Engel |

|           |           |                           |
| Budde 21’ | Marcatori | 13’ Handschuh 89’ Coordes |

| Arbitro: | Quindeau |

|  |           |                                        |
|  | Marcatori | 44’ Hönig 64’ (rig.) Nogly 66’ Volkert |

| Arbitro: | Ohmsen |

|                               |           |              |
| Rupp 24’, 39’, 71’ Simmet 77’ | Marcatori | 31’ Ettmayer |

| Arbitro: | Fork |

|                                                 |           |                                               |
| Haug 41’ Handschuh 65’ Ettmayer 72’ (rig.), 78’ | Marcatori | 5’ Hölzenbein 39’ Nickel 83’ (rig.), 88’ Kalb |

| Arbitro: | Lutz |

|  |           |                                        |
|  | Marcatori | 19’, 23’ Köppel 31’ Frank 84’ Ettmayer |

| Arbitro: | Linn |

|  |           |             |
|  | Marcatori | 73’ Fischer |

| Arbitro: | Schäfer |

|                                                    |           |  |
| Gronen 10’ Geye 43’ Lungwitz 56’ (rig.) Herzog 85’ | Marcatori |  |

#### Girone di ritorno
| Arbitro: | Hilker |

|                                  |           |           |
| Horr 51’ (rig.) Steffenhagen 74’ | Marcatori | 3’ Köppel |

| Arbitro: | Weyland |

|                                 |           |             |
| Köppel 15’ Berger 81’ Frank 83’ | Marcatori | 72’ Gerwien |

| Arbitro: | Biwersi |

|           |           |               |
| Mumme 56’ | Marcatori | 70’ Handschuh |

| Arbitro: | Basedow |

|  |           |              |
|  | Marcatori | 52’ Heynckes |

| Arbitro: | Hennig |

|                        |           |               |
| Bitz 27’ Seel 46’, 78’ | Marcatori | 36’ Handschuh |

| Arbitro: | Lutz |

|                      |           |                               |
| Frank 30’ Köppel 34’ | Marcatori | 32’ Roggensack 65’ Jendrossek |

| Arbitro: | Engel |

|           |           |          |
| Hartl 40’ | Marcatori | 4’ Frank |

| Arbitro: | Hillebrand |

|             |           |  |
| Höbusch 50’ | Marcatori |  |

| Arbitro: | Schröck |

|           |           |                                         |
| Frank 40’ | Marcatori | 18’, 59’ Müller 52’ Sühnholz 88’ Hoeneß |

| Arbitro: | Hennig |

|                                        |           |  |
| Beichle 6’ Siemensmeyer 81’ Keller 86’ | Marcatori |  |

| Arbitro: | Dittmer |

|               |           |  |
| Entenmann 42’ | Marcatori |  |

| Arbitro: | Wichmann |

|            |           |                       |
| Lübeke 74’ | Marcatori | 41’ Frank 71’ Coordes |

| Arbitro: | Roth |

|           |           |             |
| Frank 14’ | Marcatori | 81’ Thielen |

| Arbitro: | Eschweiler |

|                                        |           |              |
| Konca 1’ Hölzenbein 8’, 58’ Parits 74’ | Marcatori | 62’ Weidmann |

| Arbitro: | Hontheim |

|                         |           |  |
| Frank 38’ Handschuh 75’ | Marcatori |  |

| Arbitro: | Meuser |

|                                    |           |          |
| Lütkebohmert 2’ Fischer 89’ (rig.) | Marcatori | 5’ Frank |

| Arbitro: | Lutz |

|                                         |           |                    |
| Entenmann 15’ Weidmann 50’ Ettmayer 63’ | Marcatori | 41’ (rig.) Iwanzik |

### Coppa di Germania
| Arbitro: | Hennig |

|                 |           |            |
| Ilić 45’ (rig.) | Marcatori | 69’ Berger |

| Arbitro: | Hontheim |

|                                          |           |  |
| Köppel 29’, 75’ Berger 37’ Handschuh 39’ | Marcatori |  |

| Arbitro: | Hamer |

|                                                      |           |                                 |
| Frank 10’ Weidmann 29’ Haug 62’ (rig.) Entenmann 73’ | Marcatori | 34’ Schwager 80’ Hošić 87’ Vogt |

| Arbitro: | Eschweiler |

|                                 |           |                      |
| Vogt 54’ (rig.), 57’ Henkes 70’ | Marcatori | 77’ (aut.) Friedrich |

## Statistiche

### Statistiche di squadra
| Competizione      | Punti | In casa | In casa | In casa | In casa | In casa | In casa | In trasferta | In trasferta | In trasferta | In trasferta | In trasferta | In trasferta | Totale | Totale | Totale | Totale | Totale | Totale | DR |
| Competizione      | Punti | G       | V       | N       | P       | Gf      | Gs      | G            | V            | N            | P            | Gf           | Gs           | G      | V      | N      | P      | Gf     | Gs     | DR |
| ----------------- | ----- | ------- | ------- | ------- | ------- | ------- | ------- | ------------ | ------------ | ------------ | ------------ | ------------ | ------------ | ------ | ------ | ------ | ------ | ------ | ------ | -- |
| Bundesliga        | 35    | 17      | 9       | 4       | 4       | 31      | 24      | 17           | 4            | 5            | 8            | 21           | 32           | 34     | 13     | 9      | 12     | 52     | 56     | -4 |
| Coppa di Germania | -     | 2       | 2       | 0       | 0       | 8       | 3       | 2            | 0            | 1            | 1            | 2            | 4            | 4      | 2      | 1      | 1      | 10     | 7      | +3 |
| Totale            | 35    | 19      | 11      | 4       | 4       | 39      | 27      | 19           | 4            | 6            | 9            | 23           | 36           | 38     | 15     | 10     | 13     | 62     | 63     | -1 |

### Andamento in campionato
| Giornata  | 1 | 2 | 3 | 4 | 5 | 6 | 7 | 8 | 9 | 10 | 11 | 12 | 13 | 14 | 15 | 16 | 17 | 18 | 19 | 20 | 21 | 22 | 23 | 24 | 25 | 26 | 27 | 28 | 29 | 30 | 31 | 32 | 33 | 34 |
| --------- | - | - | - | - | - | - | - | - | - | -- | -- | -- | -- | -- | -- | -- | -- | -- | -- | -- | -- | -- | -- | -- | -- | -- | -- | -- | -- | -- | -- | -- | -- | -- |
| Luogo     | C | T | C | T | C | T | C | T | T | C  | T  | C  | T  | C  | T  | C  | T  | T  | C  | T  | C  | T  | C  | T  | C  | C  | T  | C  | T  | C  | T  | C  | T  | C  |
| Risultato | V | N | N | N | V | P | V | V | N | V  | V  | P  | P  | N  | V  | P  | P  | P  | V  | N  | P  | P  | N  | N  | V  | P  | P  | V  | V  | N  | P  | V  | P  | V  |
| Posizione | 3 | 4 | 4 | 5 | 3 | 6 | 4 | 4 | 3 | 3  | 3  | 4  | 5  | 5  | 5  | 6  | 7  | 9  | 8  | 7  | 9  | 10 | 9  | 10 | 9  | 9  | 9  | 9  | 8  | 8  | 9  | 8  | 8  | 8  |

Legenda:

Luogo: C = Casa; T = Trasferta. Risultato: V = Vittoria; N = Pareggio; P = Sconfitta.

### Statistiche dei giocatori
| Giocatore      | Bundesliga | Bundesliga | Bundesliga  | Bundesliga | Coppa di Germania | Coppa di Germania | Coppa di Germania | Coppa di Germania | Totale   | Totale | Totale      | Totale     |
| Giocatore      | Presenze   | Reti       | Ammonizioni | Espulsioni | Presenze          | Reti              | Ammonizioni       | Espulsioni        | Presenze | Reti   | Ammonizioni | Espulsioni |
| -------------- | ---------- | ---------- | ----------- | ---------- | ----------------- | ----------------- | ----------------- | ----------------- | -------- | ------ | ----------- | ---------- |
| K. Berger      | 13         | 2          | 0           | 0          | 3                 | 2                 | 0                 | 0                 | 16       | 4      | 0           | 0          |
| D. Brenninger  | 0          | 0          | 0           | 0          | 0                 | 0                 | 0                 | 0                 | 0        | 0      | 0           | 0          |
| E. Coordes     | 30         | 2          | 0           | 0          | 4                 | 0                 | 0                 | 0                 | 34       | 2      | 0           | 0          |
| G. Eisele      | 17         | 0          | 0           | 0          | 4                 | 0                 | 0                 | 0                 | 21       | 0      | 0           | 0          |
| W. Entenmann   | 31         | 4          | 0           | 0          | 3                 | 1                 | 0                 | 0                 | 34       | 5      | 0           | 0          |
| B. Ettmayer    | 24         | 8          | 0           | 0          | 0                 | 0                 | 0                 | 0                 | 24       | 8      | 0           | 0          |
| W. Frank       | 29         | 12         | 0           | 0          | 4                 | 1                 | 0                 | 0                 | 33       | 13     | 0           | 0          |
| K. Handschuh   | 33         | 10         | 0           | 0          | 4                 | 1                 | 0                 | 0                 | 37       | 11     | 0           | 0          |
| H. Haug        | 29         | 2          | 0           | 0          | 3                 | 1                 | 0                 | 0                 | 32       | 3      | 0           | 0          |
| G. Heinze      | 12         | 0          | 0           | 0          | 1                 | 0                 | 0                 | 0                 | 13       | 0      | 0           | 0          |
| H. Höbusch     | 34         | 1          | 0           | 0          | 4                 | 0                 | 0                 | 0                 | 38       | 1      | 0           | 0          |
| B. Jopp        | 0          | 0          | 0           | 0          | 0                 | 0                 | 0                 | 0                 | 0        | 0      | 0           | 0          |
| G. Komorowski  | 6          | 0          | 0           | 0          | 0                 | 0                 | 0                 | 0                 | 6        | 0      | 0           | 0          |
| H. Koppenhöfer | 0          | 0          | 0           | 0          | 0                 | 0                 | 0                 | 0                 | 0        | 0      | 0           | 0          |
| H. Köppel      | 34         | 8          | 0           | 0          | 4                 | 2                 | 0                 | 0                 | 38       | 10     | 0           | 0          |
| H. Lindner     | 0          | 0          | 0           | 0          | 0                 | 0                 | 0                 | 0                 | 0        | 0      | 0           | 0          |
| R. Mall        | 2          | 0          | 0           | 0          | 0                 | 0                 | 0                 | 0                 | 2        | 0      | 0           | 0          |
| E. Müller      | 0          | 0          | 0           | 0          | 0                 | 0                 | 0                 | 0                 | 0        | 0      | 0           | 0          |
| G. Regitz      | 23         | 0          | 0           | 0          | 3                 | 0                 | 0                 | 0                 | 26       | 0      | 0           | 0          |
| D. Schwemmle   | 0          | 0          | 0           | 0          | 0                 | 0                 | 0                 | 0                 | 0        | 0      | 0           | 0          |
| N. Siegmann    | 0          | 0          | 0           | 0          | 0                 | 0                 | 0                 | 0                 | 0        | 0      | 0           | 0          |
| M. Weidmann    | 28         | 3          | 0           | 0          | 4                 | 1                 | 0                 | 0                 | 32       | 4      | 0           | 0          |
| R. Zech        | 32         | 0          | 0           | 0          | 4                 | 0                 | 0                 | 1                 | 36       | 0      | 0           | 1          |
| Z. Škorić      | 24         | 0          | 0           | 0          | 3                 | 0                 | 0                 | 0                 | 27       | 0      | 0           | 0          |